# Ye Chong
Ye Chong (chiń. 叶冲; ur. 29 listopada 1969 w Suzhou) – chiński szermierz, florecista, dwukrotny wicemistrz olimpijski i trzykrotny medalista mistrzostw świata.
Wystartował na igrzyskach olimpijskich w Seulu w 1988 roku, gdzie zajął ósmą pozycję w zawodach drużynowych. Na igrzyskach olimpijskich w Barcelonie w 1992 roku był dziewiąty w zawodach indywidualnych i dziesiąty w drużynowych. Podczas rozgrywanych cztery lata później igrzysk olimpijskich w Atlancie był dziewiąty drużynowo i dwunasty indywidualnie. Następnie na igrzyskach olimpijskich w Sydney w 2000 roku reprezentacja Chin w składzie: Dong Zhaozhi, Wang Haibin i Ye Chong wywalczyła srebrny medal w turnieju drużynowym. Na tej samej imprezie zajął piętnaste miejsce w zawodach indywidualnych. Brał również udział w igrzyskach olimpijskich w Atenach w 2004 roku wspólnie z Dongiem Zhaozhim, Wu Hanxiongiem i Wangiem Haibinem zdobył drużynowo kolejny srebrny medal. W zawodach indywidualnych tym razem nie startował.
Podczas mistrzostw świata w Atenach w 1994 roku razem z Wangiem Haibinem, Dongiem Zhaozhim i Wangiem Lihongiem wywalczył brązowy w zawodach drużynowych. W tej samej konkurencji Chińczycy z Ye w składzie zdobyli również srebrne medale na mistrzostwach świata w Seulu w 1999 roku i mistrzostwach świata w Hawanie w 2003 roku.
Wywalczył także złote medale indywidualnie i drużynowo na igrzyskach azjatyckich w Pekinie w 1990 roku. Podczas igrzysk azjatyckich w Hiroszimie cztery lata później zajmował drugie miejsce w florecie indywidualnym i drużynowym.